# Europamästerskapet i volleyboll för små nationer (herrar)
Europamästerskapet i volleyboll för små nationer är en tävling som genomförs vartannat år sedan 2000 då den startades på initiativ av CEV. Landslag från medlemsförbunden i Small Countries Association kan delta.

## Upplagor
| Säsong | Säsong           | Podium     | Podium    | Podium    |
| År     | Spelplats        | Guld       | Silver    | Brons     |
| ------ | ---------------- | ---------- | --------- | --------- |
| 2000   | Valletta         | Cypern     | Skottland | Luxemburg |
| 2002   | Andorra la Vella | Cypern     | Island    | Skottland |
| 2004   | Luxemburg        | Cypern     | Luxemburg | Färöarna  |
| 2007   | Limassol         | Cypern     | Andorra   | Luxemburg |
| 2009   | Luxemburg        | Cypern     | Luxemburg | Island    |
| 2011   | Andorra la Vella | Cypern     | Luxemburg | Andorra   |
| 2013   | Limassol         | Cypern     | Skottland | Luxemburg |
| 2015   | Luxemburg        | Luxemburg  | Cypern    | Skottland |
| 2017   | Reykjavík        | Luxemburg  | Cypern    | Island    |
| 2019   | Tórshavn         | Skottland  | Färöarna  | Island    |
| 2022   | Tórshavn         | San Marino | Färöarna  | Skottland |
| 2023   | Edinburgh        | Luxemburg  | Skottland | Island    |

## Medaljörer
| Pos. | Lag        | Guld | Silver | Brons |
| ---- | ---------- | ---- | ------ | ----- |
| 1    | Cypern     | 7    | 2      | -     |
| 2    | Luxemburg  | 3    | 3      | 3     |
| 3    | Skottland  | 1    | 3      | 3     |
| 4    | San Marino | 1    | -      | -     |
| 5    | Färöarna   | -    | 2      | 1     |
| 6    | Island     | -    | 1      | 4     |
| 7    | Andorra    | -    | 1      | 1     |